# Ратковићи (Челић)
Ратковићи су насељено мјесто у саставу општине Челић, Федерација Босне и Херцеговине, БиХ.

## Историја
Прије рата, насеље се у потпуности налазило у саставу предратне општине Лопаре. Послије потписивања Дејтонског споразума, највећи дио његове територије улази у састав Федерације Босне и Херцеговине.

## Становништво
| Националност       | 2013. | 1991.          | 1981.        | 1971.        |
| Муслимани          |       | 1.160 (98,63%) | 948 (98,44%) | 947 (98,03%) |
| Хрвати             |       | 6 (0,51%)      | 8 (0,83%)    | 18 (1,86%)   |
| Срби               |       | 0              | 2 (0,20%)    | 0            |
| Југословени        |       | 4 (0,34%)      | 5 (0,51%)    | 0            |
| остали и непознато |       | 6 (0,51%)      | 0            | 1 (0,10%)    |
| Укупно             | 1.101 | 1.176          | 963          | 966          |